# Droits de l'homme à Sao Tomé-et-Principe
Cet article traite des droits de l'homme dans l'État insulaire africain Sao Tomé-et-Principe.

## Droits de l'enfant
Le travail des enfants existe toujours à Sao Tomé-et-Principe.
Le 12 juin 2018, le jour de la Journée mondiale du travail des enfants, le gouvernement donne un « carton rouge » à son pays sur ce thème, considérant fondamental que le travail des enfants soit aboli dans l'enceinte du pays. La Chambre du commerce, de l'industrie et des services répond en indiquant qu'elle « sensibilis[e] constamment [ses] associés afin qu'ils n'intègrent pas les enfants dans leur main-d'œuvre ».

## Droits LGBT
Même si les actes homosexuels sont décriminalisés depuis novembre 2012, les personnes de même sexe ne peuvent se marier entre elles à Sao Tomé-et-Principe. Il n'existe également pas de loi pénalisant l'homophobie dans le pays.